# Église Notre-Dame-de-l'Assomption d'Aix-en-Othe
Pour les articles homonymes, voir Église Notre-Dame-de-l'Assomption.
L'église Notre-Dame-de-l'Assomption ou église de la Nativité est une église située à Aix-en-Othe (Aube).

## Description
Le sanctuaire et faux transept ont été édifiés de 1580 à 1620. La nef et la tour de 1678 à 1680. Plan classique en forme de croix latine avec un chœur majestueux et une nef à quatre travées. L'ensemble de l'église est construit en appareil moyen de pierre calcaire sur un soubassement en pierre dure. Le transept et le chœur portent une décoration peinte en 1870 par Andreazzi. La chapelle sud du transept est celle du rosaire ; le retable de cette chapelle porte une toile du peintre troyen Jacques de Létin. Datée de 1659, on y voit la Vierge qui présente le rosaire à saint Dominique.

## Historique
Paroisse du doyenné de Villemaur à la collation de l'évêque, elle passe au XVIIIe siècle à l’archiprêtré de Troyes. L'édifice est inscrit au titre des monuments historiques en 1980.

## Galerie de photos

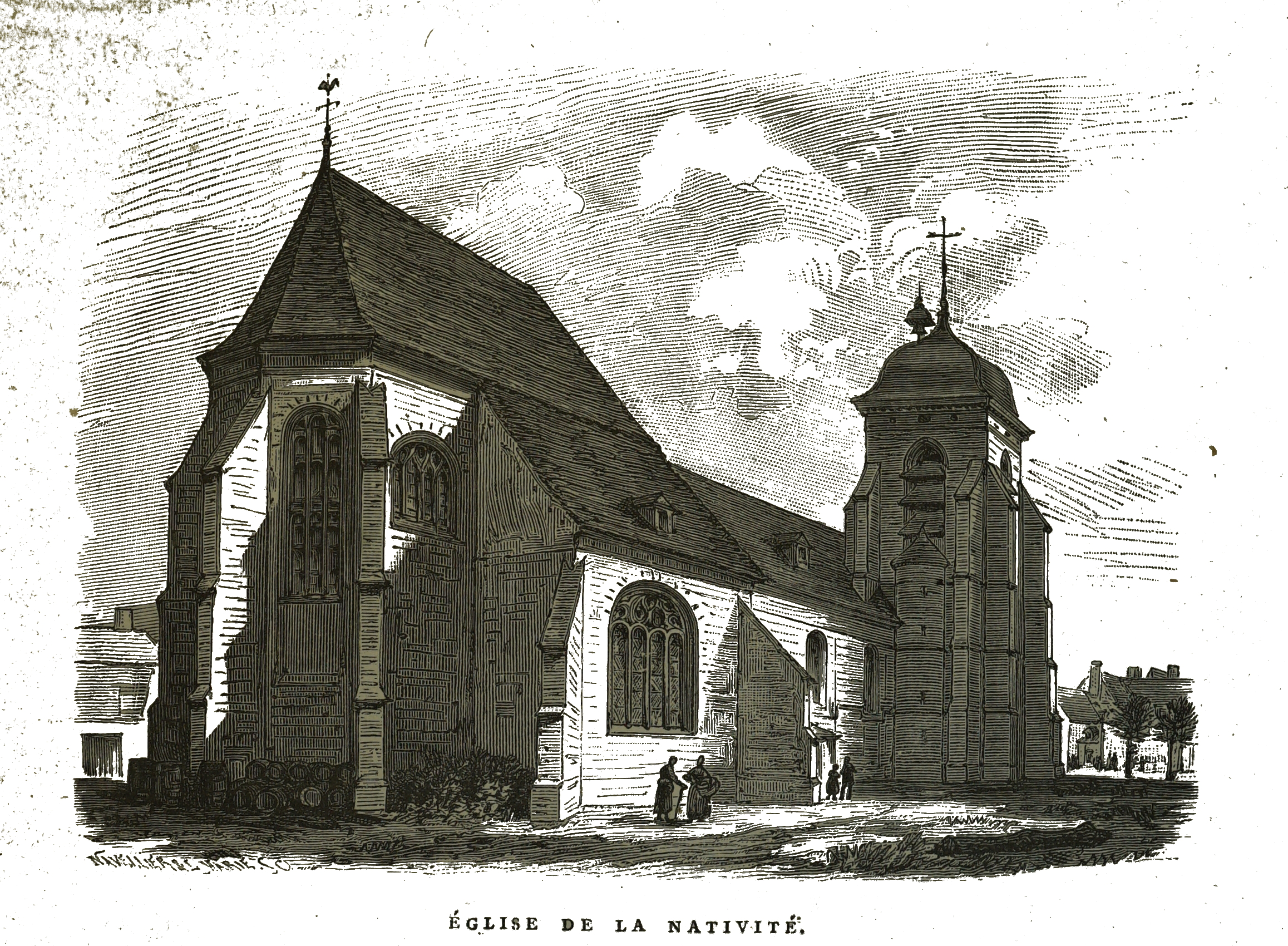
L'abside, XIXe siècle par Charles Fichot.
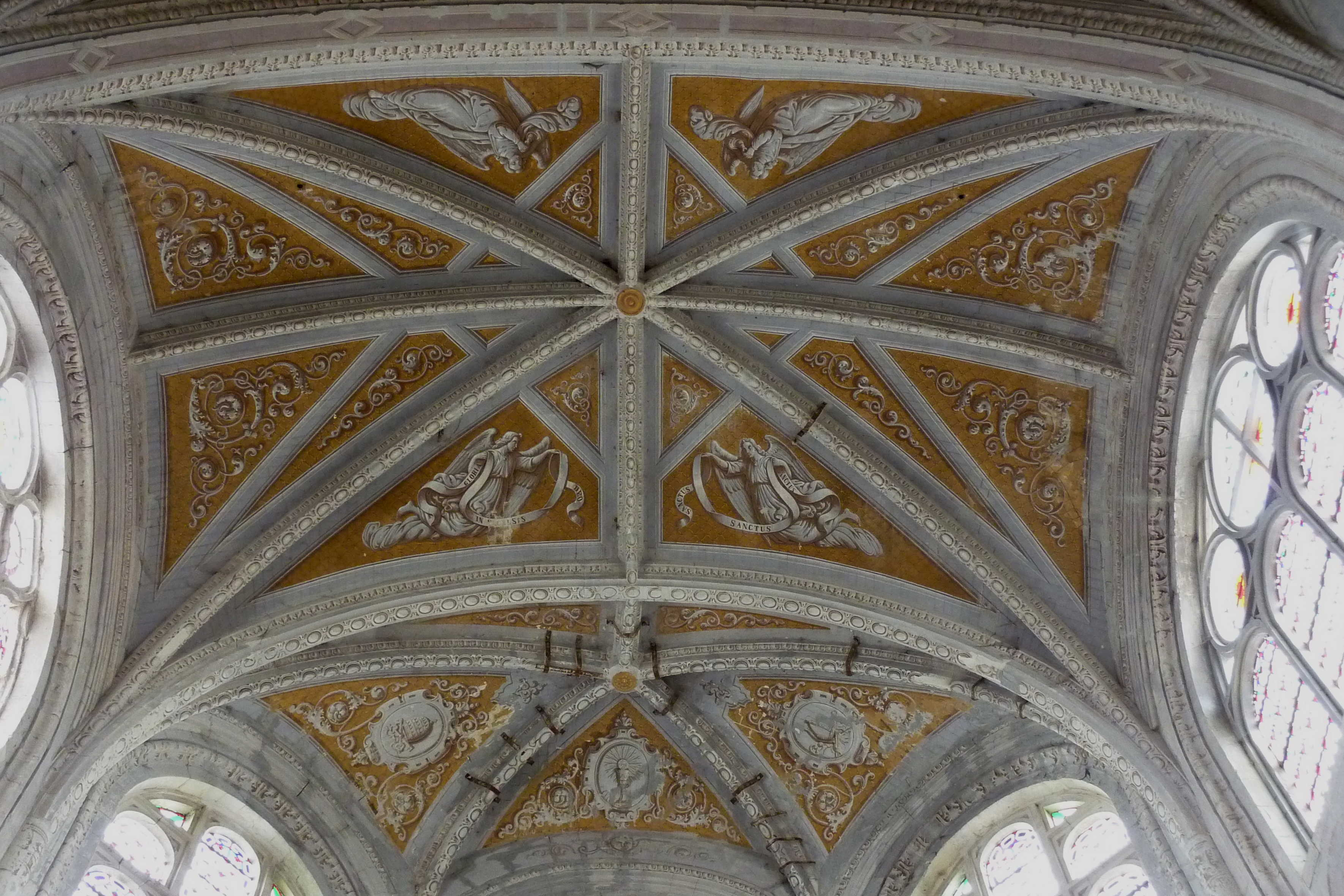
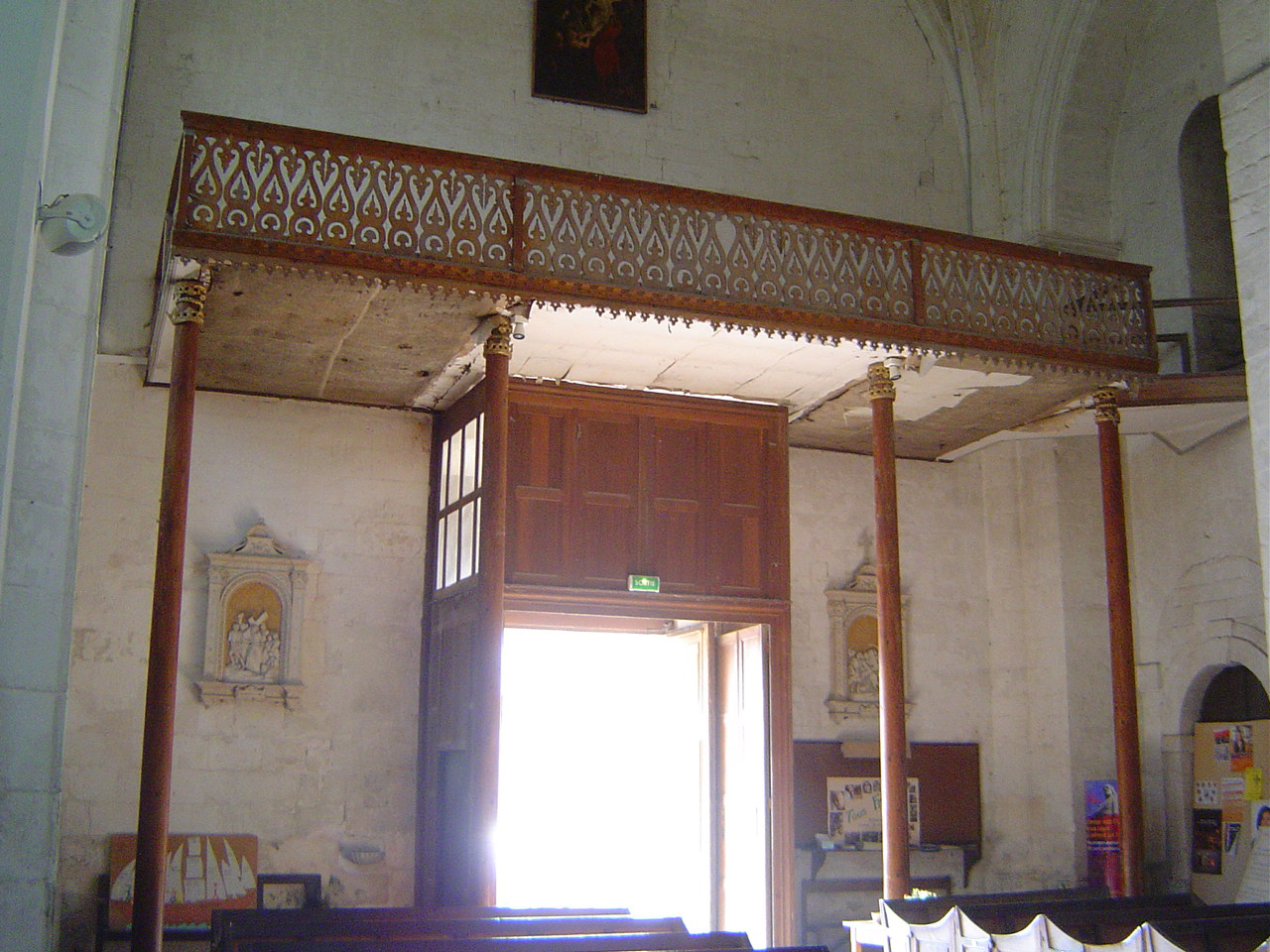
Tribune.
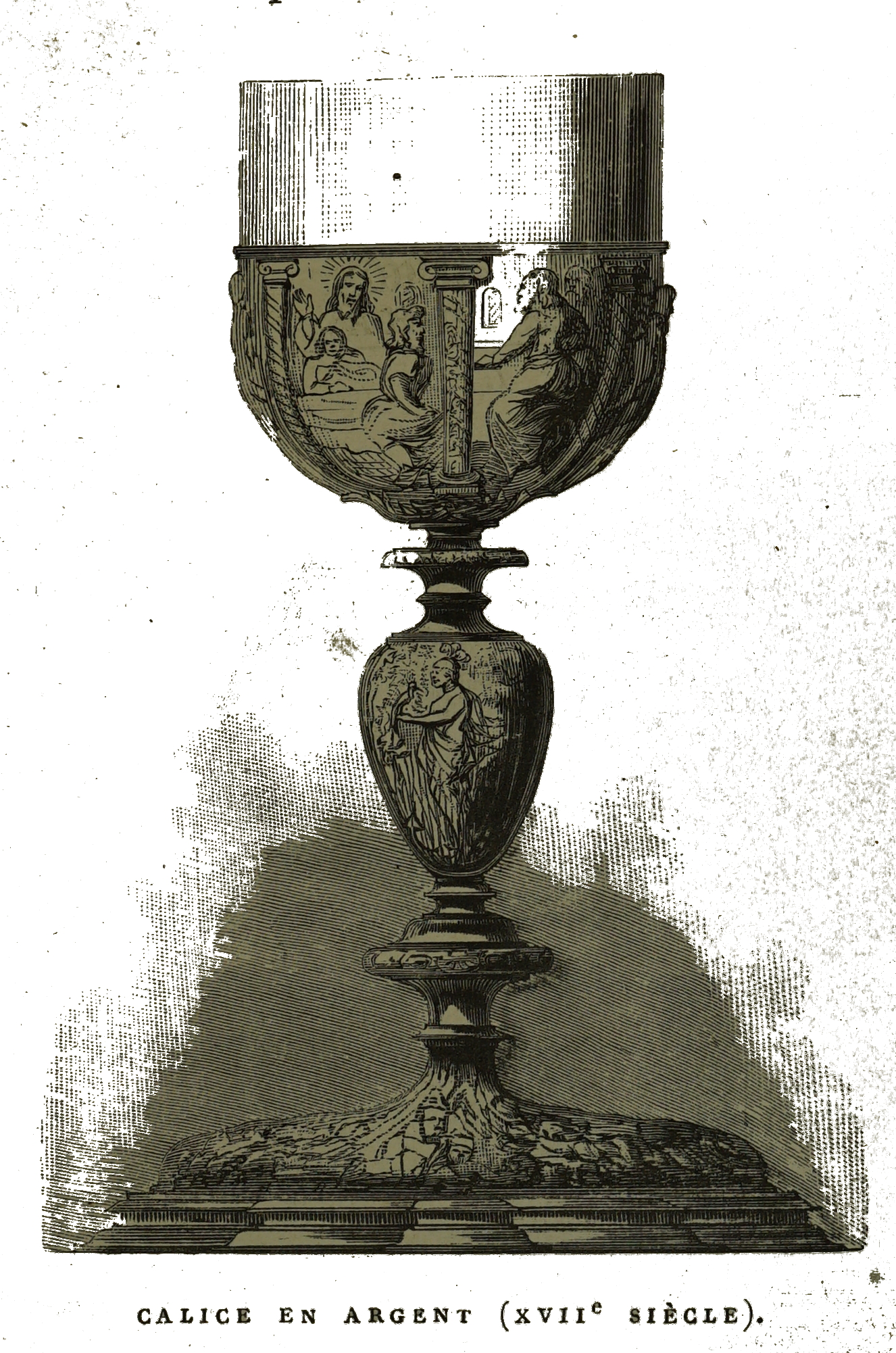
Calice[3],
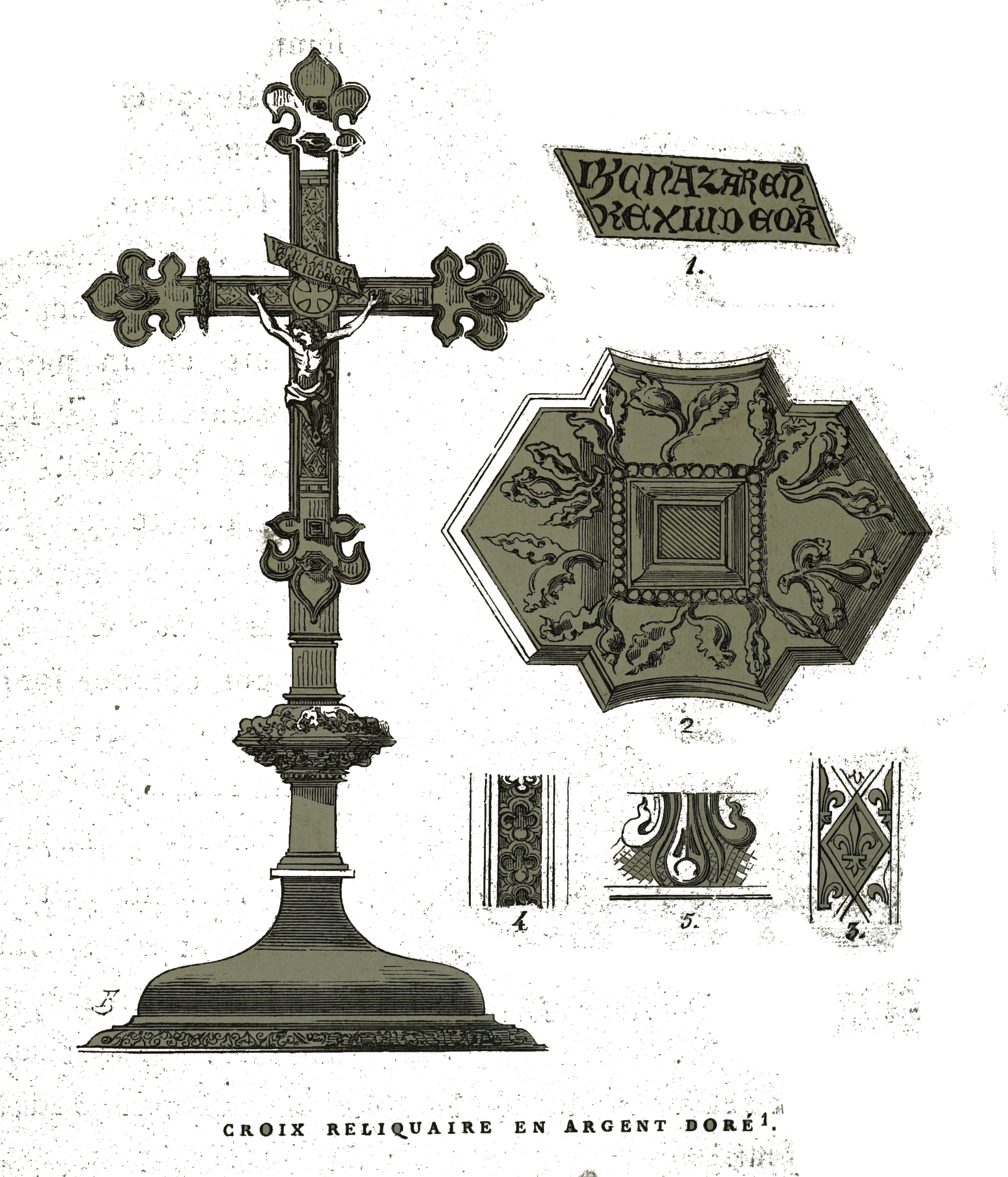
croix reliquaire.